# 般若院 (德島市)
般若院是位於德島縣德島市的寺院，為阿波秩夫觀音靈場番外札所。山号法輪山。宗派高野山真言宗。本尊釋迦如来。

## 歷史
原位於位於猪山（城山）山麓的，慶長元年（1596年）搬遷至現在的位置。之後由天台宗改為真言宗。

## 外部連結
- 般若院
- 法輪山 般若院